# Kasumi Arimura
Kasumi Arimura (有村 架純?; Prefettura di Hyōgo, 13 febbraio 1993) è un'attrice giapponese.

## Filmografia parziale

### Cinema
- Hankyū Densha (2011)
- Gal Basara: Sengoku Jidai wa Kengai Desu (2011)
- Gekijōban Spec: Ten (2012)
- Gekijōban Spec: Close (2013)
- The Little Maestro (2012)
- Kodomo Keisatsu (2013)
- JUDGE (2013)
- Joshi Zu (2014)
- Heion na Hibi, Kiseki no Hi (2014)
- Strobe Edge (2015)
- Biri Gyaru (2015)
- I am a Hero (2016)
- Cafe Funiculi Funicula (コーヒーが冷めないうちに) (2018)

### Televisione
- Hagane no Onna (TV Asahi, 2010)
- Keizoku 2 (TBS, 2010)
- Akutō: Jūhanzai Sōsahan (TV Asahi, 2011, episodio 5)
- Hagane no Onna 2 (TV Asahi, 2011)
- Jūichinin mo iru! (TV Asahi, 2011)
- Clover (TV Tokyo, 2012)
- Spec Shō (TBS, 2012)
- Mikeneko Homes no Suiri (NTV, 2012, episodio 8,9)
- Boku no Natsuyasumi (Tōkai TV, 2012)
- Tsurukame Josanin (NHK, 2012)
- Yūsha Yoshihiko to Akuryō no Kagi (TV Tokyo, 2012, episodio 7)
- Otasukeya Jinpachi (Yomiuri TV, 2013)
- Amachan (NHK, 2013)
- Yonimo Kimyōna Monogatari '13 Haru no Tokubetsuhen (Fuji TV, 2013)
- Star Man: Kono Hoshi no Koi (Kansai TV, 2013)
- Nazotoki wa Dinner no Ato de Special (Fuji TV, 2013)
- Chicken Race (WOWOW, 2013)
- Kounotori no Yurikago (TBS, 2013)
- Shitsuren Chocolatier (Fuji TV, 2014)
- MOZU (TBS, 2014)
- Yowakutemo Katemasu (NTV, 2014)
- Tonari no Reji no Umekisan (Fuji TV, 2014)
- Yōkoso, wagaya e (Fuji TV, 2015)
- Eien no Bokura: Sea Side Blue (NTV, 2015)
- Nee-chan no koibito (Fuji TV, 2020)
- Sensuikan Cappellini-go no boken (Fuji TV, 2022)

### Doppiaggio
- Quando c'era Marnie (2014), Marnie
- Layton's Mystery Journey: Katrielle e il complotto dei milionari (2017), Katrielle Layton
- Dragon Quest: Your Story (2019), Bianca